# Мігматитові скелі
Мігматитові скелі — геологічна пам'ятка природи місцевого значення. Пам'ятка природи розташована у 0,5 км північніше с. Софіївка Криворізького району Дніпропетровської області.
Площа — 1,0 га, створено у 1974 році.